# Klaus Aggermann
Klaus Aggermann (* 7. November 1935 in Wien; † 30. Januar 2021 ebenda) war ein österreichischer Architekt.

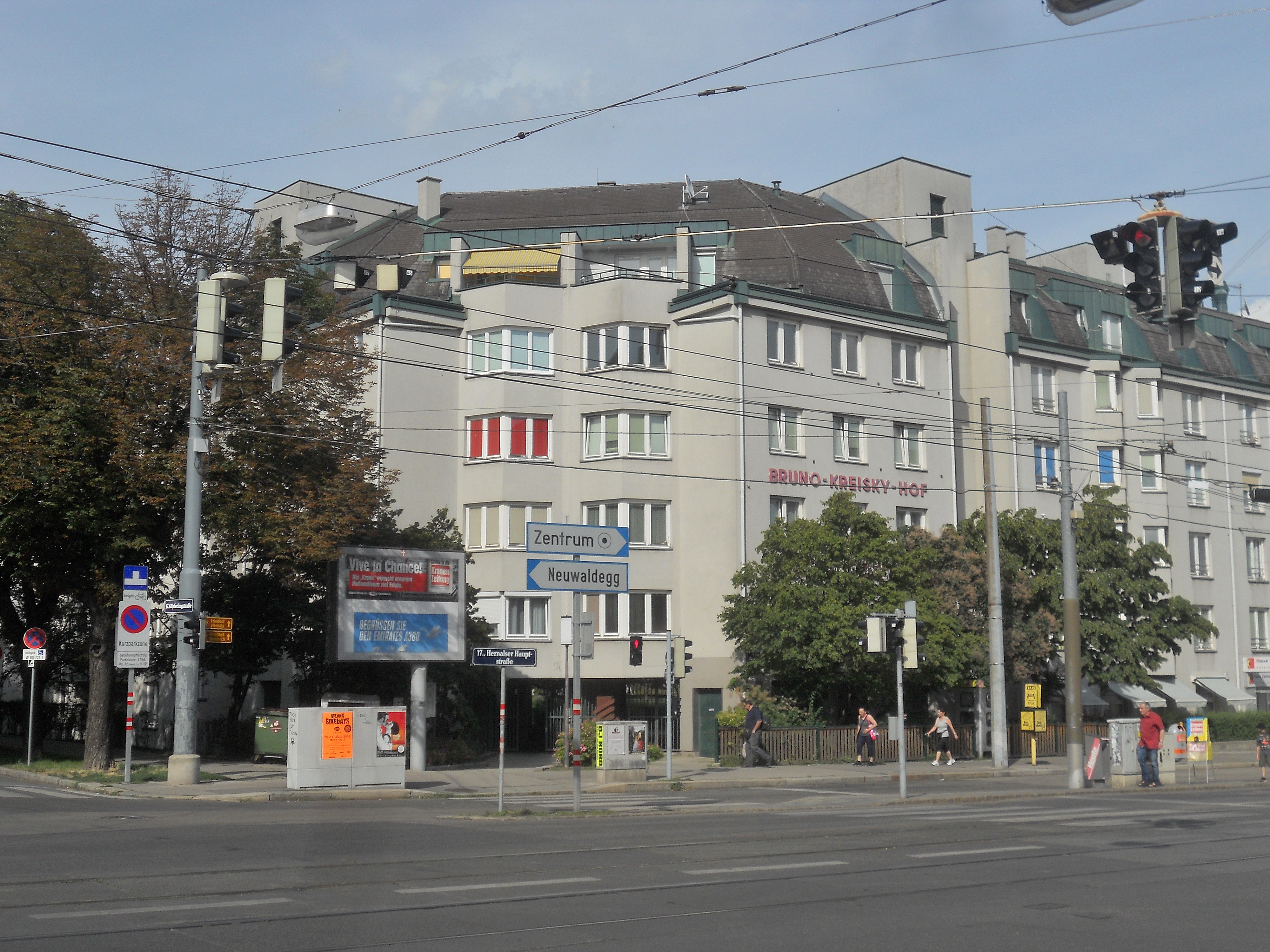
Bruno-Kreisky-Hof

## Werdegang
Klaus Aggermann studierte von 1952 bis 1960 an der Wiener Kunstgewerbeschule, unter anderem bei Oswald Haerdtl.

## Bauten

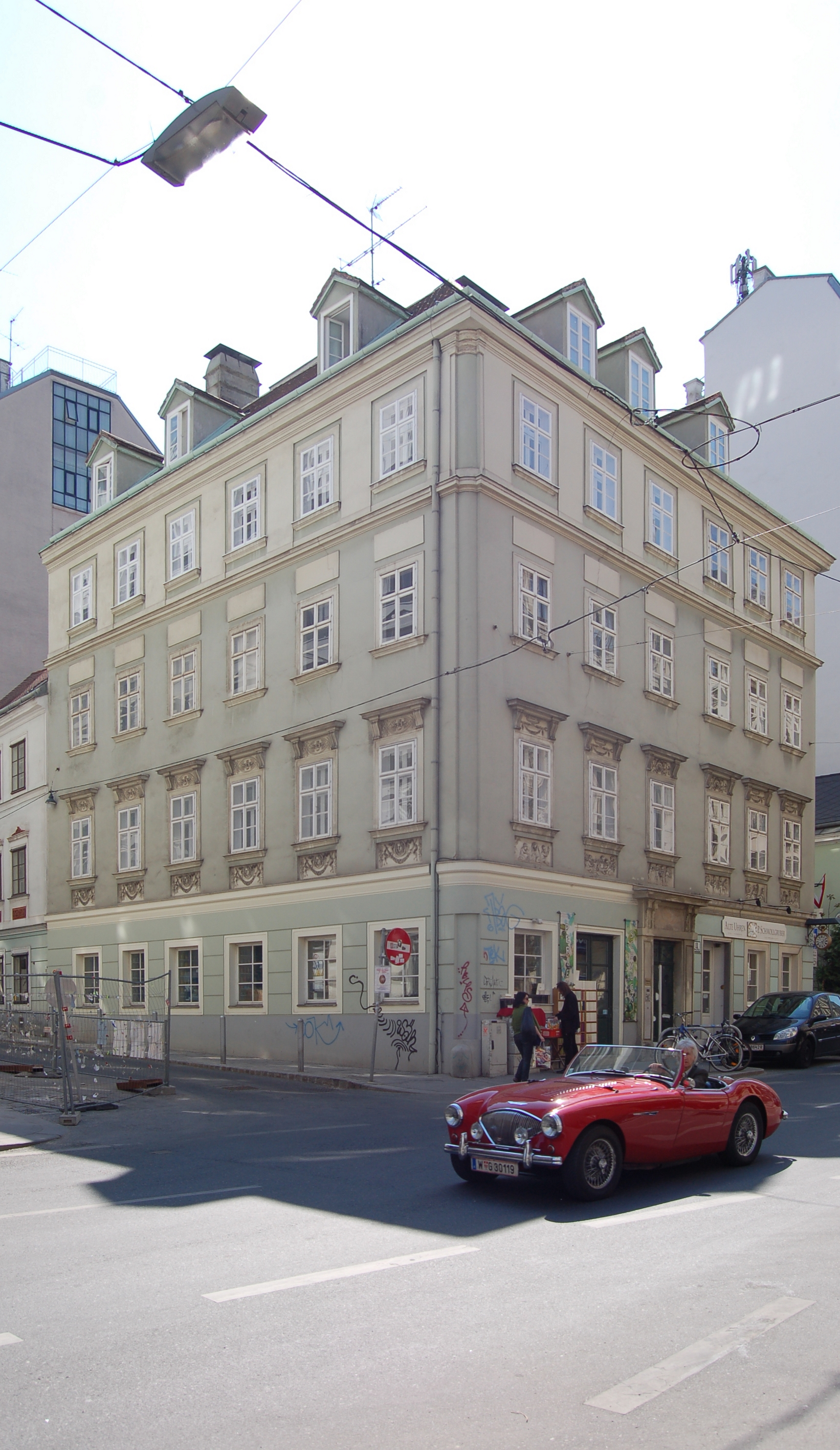
Biedermeierhaus „Zum Dattelbaum“ Burggasse 11, Wien

Margherita Spiluttini dokumentierte fotografisch die Wohnhausanlage Am Sandberg.
- 1975: Restaurierung und Revitalisierung Biedermeierhaus „Zum Dattelbaum“ – Burggasse 11, Wien mit Pauline Lamprecht
- 1978–1981: Am Sandberg, Währing mit Josef Moser, Rudolf Sigmund, Anton Holtermann, Helmut Benesch, Martha Bolldorf-Reitstätter
- 1983–1986: Alszeile 57-63, Wien 17 mit Walter Schneider und Anton Holtermann
- 1983–1987: Bruno-Kreisky-Hof, Wien 17 mit Walter Schneider, Sebastian Schenk und Anton Holtermann[3]